# Ждамировка
Ждами́ровка — село в Грачёвском районе Оренбургской области, входит в состав Петрохерсонецкого сельсовета.

## География
Село находится на левом берегу реки Боровка, на расстоянии примерно 12 км (по прямой) к северо-востоку от села Грачёвка, административного центра района.

### Часовой пояс
Село Ждамировка, как и вся Оренбургская область, находится в часовой зоне МСК+2. Смещение применяемого времени относительно UTC составляет +5:00.

## История
Село образовалось в 1865—1870 годах, названо по фамилии помещика. Владельцем земли в своё время был прапорщик Николай Ждамиров. Жители — переселенцы с Украины. В 1900 году насчитывалось 63 двора и 337 жителей. В советское время работал колхоз «Красногорский».

## Население
| 2010 |
| ---- |
| 102  |

### Национальный состав
Согласно результатам переписи 2002 года, в национальной структуре населения русские составляли 78 % из 154 чел.